# Генов, Евгений
Евгений Генов (род. 19 декабря 1978) — болгарский самбист и дзюдоист, чемпион (2000, 2003, 2005, 2008) и серебряный призёр (2001, 2002) чемпионатов Болгарии по дзюдо, бронзовый призёр чемпионата Балкан по дзюдо 2003 года, чемпион (2003) и бронзовый призёр (2001, 2004) чемпионатов Европы по самбо, серебряный призёр домашнего чемпионата мира по самбо 2006 года в Софии, серебряный призёр этапа Кубка мира по самбо 2008 года. По самбо выступал в полулёгкой весовой категории (до 57 кг). Проживает в городе Севлиево. Работает тренером в местном спортивном клубе «Раковски».

## Чемпионаты Болгарии
- Чемпионат Болгарии по дзюдо 2000 года — ;
- Чемпионат Болгарии по дзюдо 2001 года — ;
- Чемпионат Болгарии по дзюдо 2002 года — ;
- Чемпионат Болгарии по дзюдо 2003 года — ;
- Чемпионат Болгарии по дзюдо 2005 года — ;
- Чемпионат Болгарии по дзюдо 2008 года — ;